# Tirar l'art

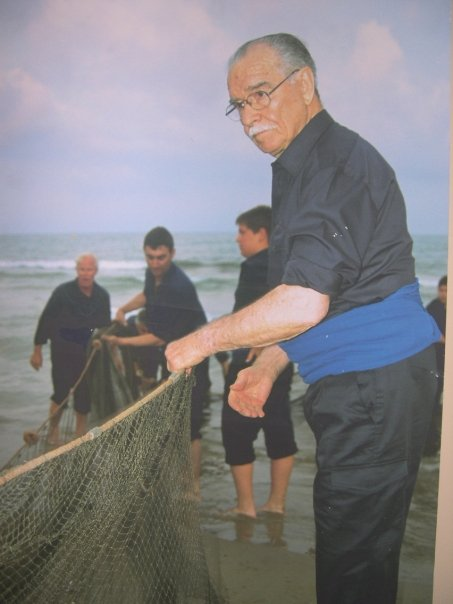
Pescadors de Salou, (Tarragona) a la costa catalana, pescant mitjançant l'antic mètode anomenat Tirar l'art.

Tirar l'art, és un antic mètode de pesca, un tipus d'arrossegament de platja, utilitzat en nombrosos municipis de la costa catalana, que actualment està prohibit perquè no discrimina entre espècies. El primer document que fa referència a aquest art data de l'any 1401 en el manuscrit anomenat: "Les Ordenacions sobre la pesca de l'any 1401-1414".

## Mecanisme
Només es podia dur a terme en platges amb fons sorrencs, i s'utilitzaven dues petites embarcacions de rems, que transportaven la xarxa d'arrossegament cap al mar, i de cada barca baixaven dos pescadors que transportaven manualment els dos extrems de la xarxa cap a la platja on esperava un altre grup de pescadors que molt pacientment anaven tirant coordinadament d'ella, fins que passats uns minuts quedaven les xarxes esteses a la platja amb tota la pesca aconseguida.

## Història
Tradicionalment va ser una pesca de subsistència i no comercial, ja que s'aconseguien poques captures que es repartien entre els 20 o 30 pescadors que es necessitava per realitzar aquesta pràctica pesquera. El solien utilitzar les famílies més humils entre altres causes per la seva duresa.

## Tradició
En algunes localitats catalanes encara s'utilitzen aquestes arts de pesca a manera de demostració històrica de com es pescava tradicionalment.
És el cas de localitats com Lloret de Mar, Blanes, Calella, Arenys de Mar, Mataró o Salou, en aquesta última es recrea diverses vegades a l'any l'antic art de pesca de Tirar l'Art, sobretot en la "Calada de les Malles de Sant Pere", efectuada per la "Societat de Pescadors de Santa Maria del Mar de Salou".